# سوخو-۳۱
سوخو-۳۱ (به انگلیسی: Sukhoi Su-31) یک هواگرد ساختِ کارخانهٔ سوخو در کشور روسیه است . این هواگرد برای نخستین بار در ۱۹۹۲ میلادی مورد استفاده قرار گرفت.